# Moravičany

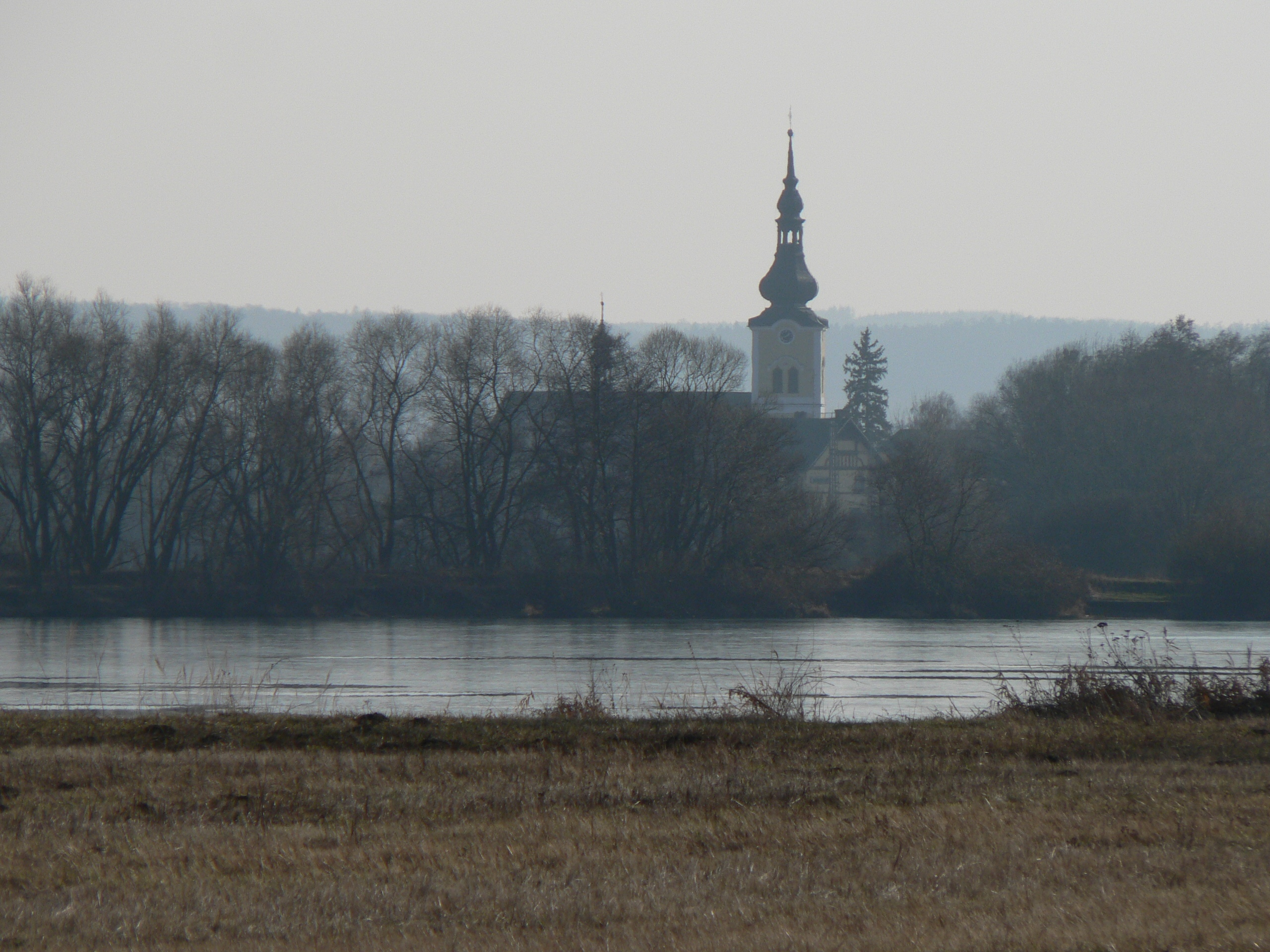
Blick über den Moravičanské jezero zur Kirche St. Georg

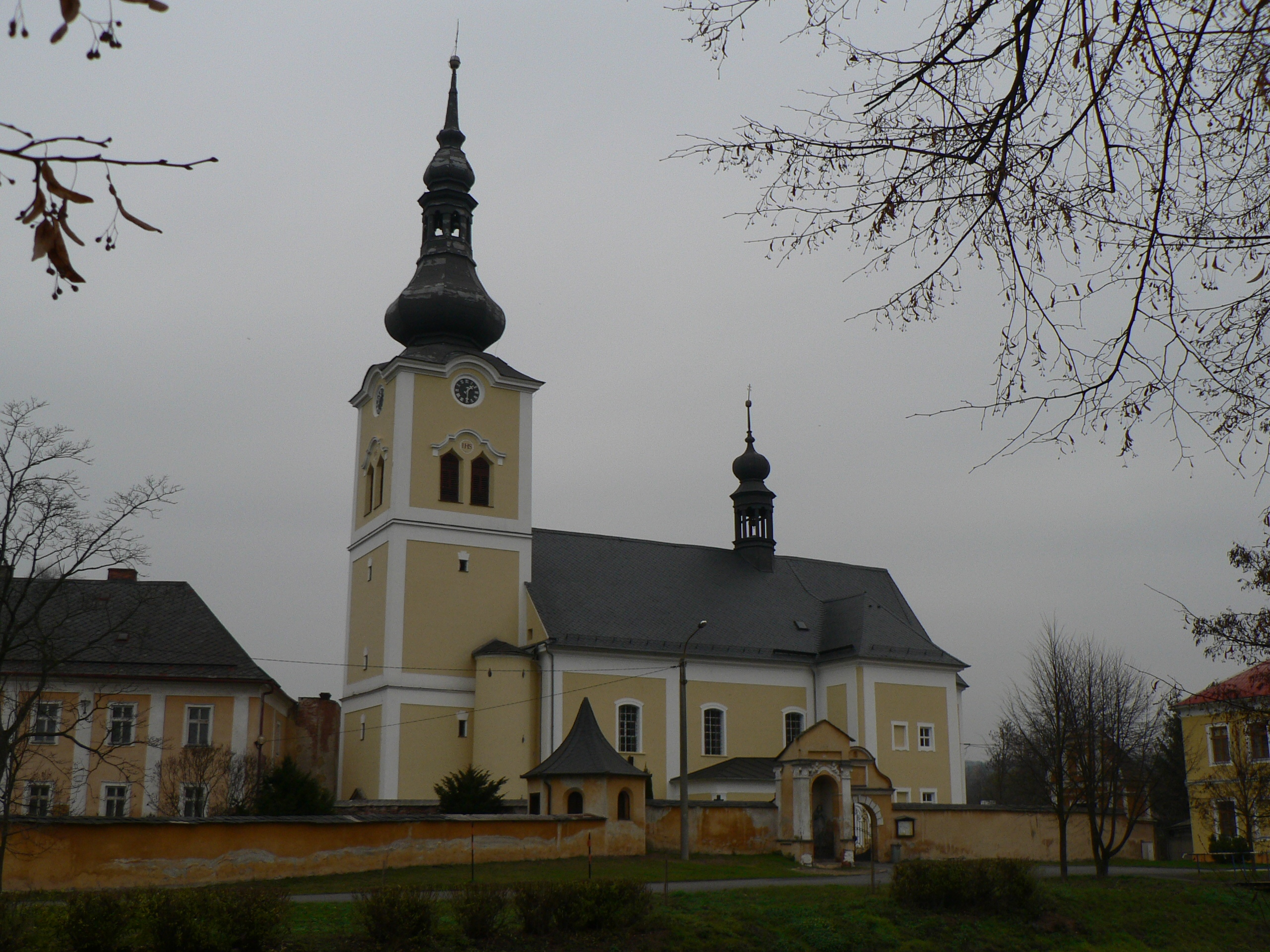
Kirche St. Georg

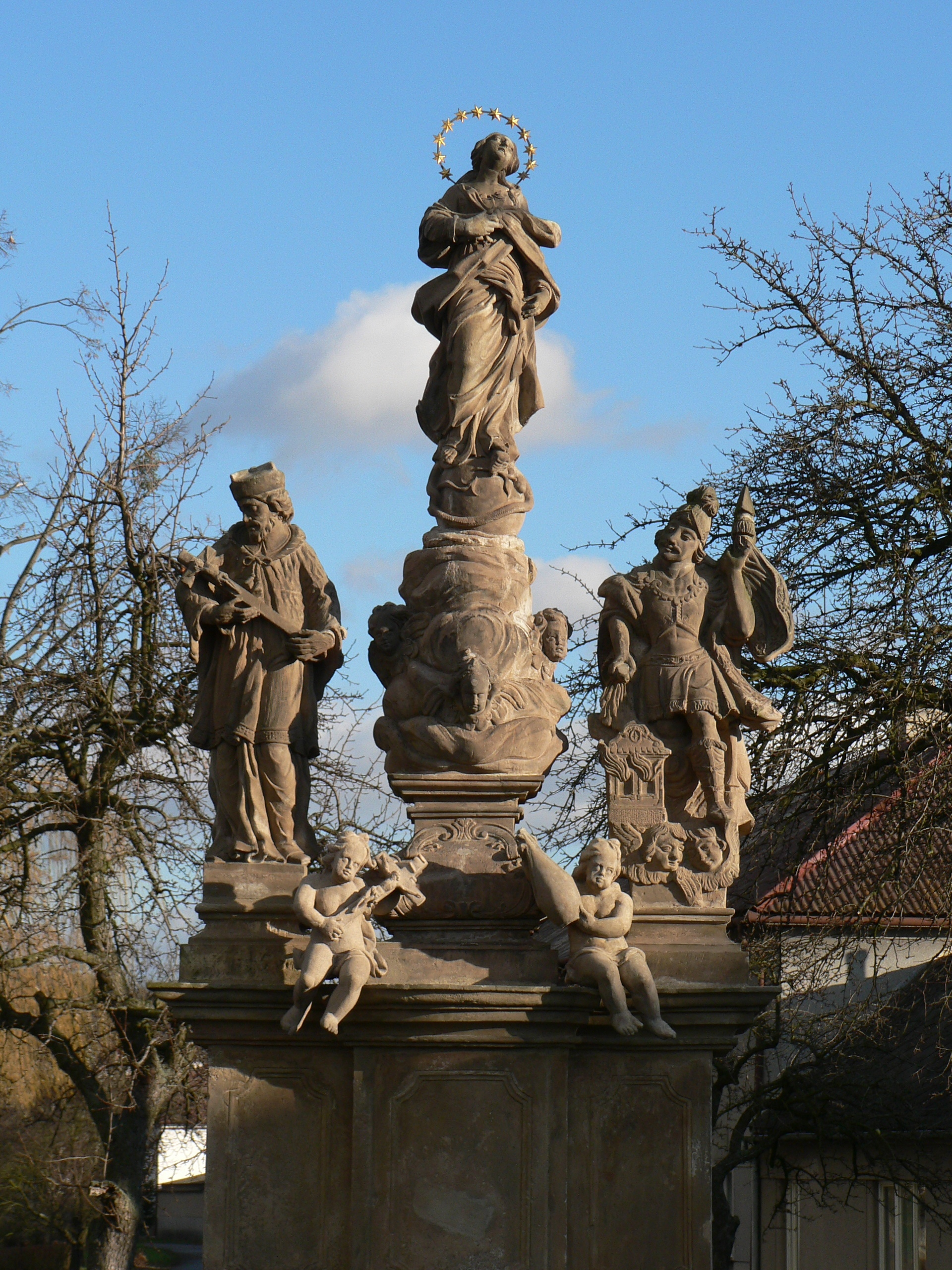
Barocke Statuengruppe

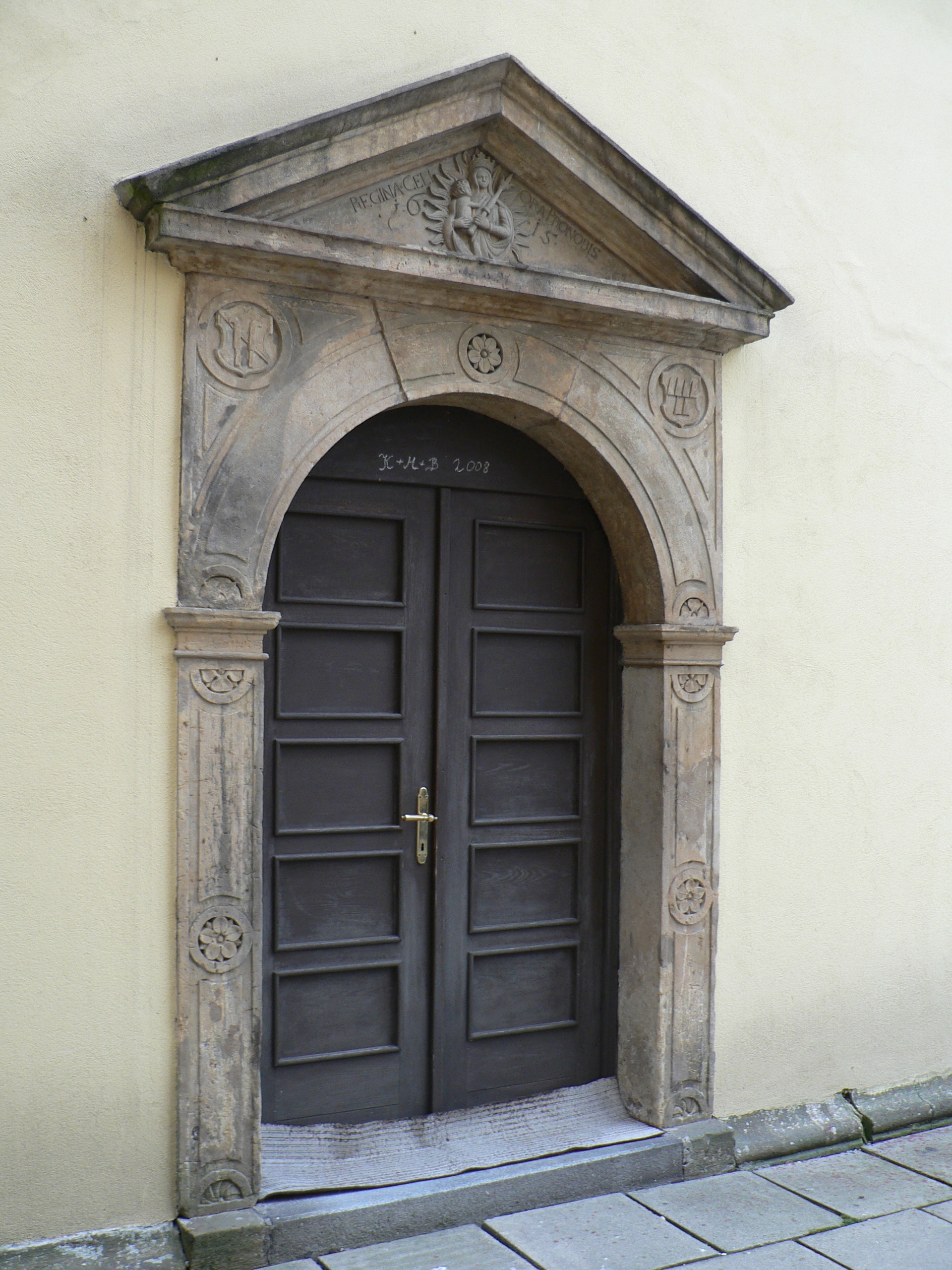
Renaissanceportal der Kirche St. Georg aus dem Jahre 1615

Moravičany (deutsch Morawitschan) ist eine Gemeinde in Tschechien. Sie liegt vier Kilometer südöstlich von Mohelnice und gehört zum Okres Šumperk.

## Geographie
Moravičany befindet sich linksseitig der Třebůvka, unmittelbar vor deren Einmündung in die March, im Süden der Müglitzer Furche (Mohelnická brázda). Die Gemeinde liegt am nordwestlichen Rande des Landschaftsschutzgebietes Litovelské Pomoraví. Nördlich liegt das aus zwei Baggerseen bestehende Naturreservat Moravičanské jezero. Im Nordosten erheben sich der Jelení vrch (Hirschenhübel, 345 m) und Velký Bradlec (Großer Bradletz, 341 m), östlich der Hradisko (316 m) und im Südosten der Mlýnský vrch (306 m).
Nachbarorte sind Třeština und Stavenice im Norden, Úsov im Nordosten, Králová im Osten, Nový Dvůr, Nové Zámky und Nové Mlýny im Südosten, Doubravice und Palonín im Süden, Loštice im Südwesten, Líšnice, Horní Krčmy und Dolní Válce im Westen sowie Dolní Krčmy und Mohelnice im Nordwesten.

## Geschichte
Die Gegend um Moravičany ist nach archäologischen Funden seit der Jungsteinzeit besiedelt. Am Velký Bradlec befinden sich 15 Grabhügel der Lausitzer Kultur und auf dem Hradisko eine altslawische Burgstätte. Der Ort war von Kelten und seit dem 6. Jahrhundert von Slawen besiedelt.
Erstmals urkundlich erwähnt wurde Moravičany im Jahre 1249. 1380 überließen die Brüder Johann und Peter von Rosenberg ihre Güter in Moravičany einschließlich der Kirche dem Bistum Litomyšl, das die Güter recht bald der Kartause Tržek überließ. Ab 1397 gehörte Moravičany zur Kartause Dolany, die während der Hussitenkriege erlosch. Ihre Nachfolgerin wurde die Kartause Olmütz. Während des Dreißigjährigen Krieges wurde das Dorf verwüstet. Im Hufenregister von 1677 sind für Moravičany 61 Anwesen ausgewiesen, die allesamt wieder bewirtschaftet waren. Aus dem Jahre 1679 stammt der erste Nachweis über eine Schule in Moravičany. Nach der Aufhebung der Kartause Olmütz im Jahre 1782 im Rahmen der Josephinischen Reformen gelangte Moravičany an die weltlichen Herrschaft Doubravice. 1786 wurde der Hof Moravičany parzelliert und durch deutsche Siedler die neue Siedlung Tkanowitz gegründet. In den nachfolgenden Jahren erfolgte die Tschechisierung von Tkanowitz. 1834 lebten in den 100 Häusern von Moravičany 606 Menschen. In Tkanowitz standen zu dieser Zeit 16 Häuser, die von 99 Personen bewohnt wurden. 1845 entstand nördlich des Dorfes die Eisenbahn von Olmütz nach Prag.
Nach der Aufhebung der Patrimonialherrschaften bildete Moravičany/Morawitschan mit dem Ortsteil Tkanowitz / Tkanovice eine Gemeinde im Bezirk Hohenstadt. 1860 brannte das ganze Dorf ab. Erst 1890 entstand die Bahnstation Moravičany-Loštice, die zugleich auch die Stadt Loštice bediente. 1918 wurde eine Holzwarenfabrik gegründet.
Nach dem Münchner Abkommen wurde Moravičany im Oktober 1938 von der Wehrmacht besetzt, der Ort musste jedoch wieder an die Tschechoslowakei zurückgegeben werden. Moravičany wurde daraufhin aus dem Bezirk Hohenstadt herausgelöst und dem Bezirk Litovel zugeordnet. Die Bevölkerung wirkte aktiv am Widerstand gegen die Nationalsozialisten mit. Nach dem Ende des Zweiten Weltkrieges kam die Gemeinde zur Tschechoslowakei zurück und gehörte fortan wieder zum Okres Zábřeh. Nach dessen Auflösung kam die Gemeinde 1961 zum Okres Šumperk.
1976 wurden Doubravice und Mitrovice eingemeindet. 1997 wurde die Gemeinde von einem Jahrhunderthochwasser der March heimgesucht.

## Gemeindegliederung
Die Gemeinde Moravičany besteht aus den Ortsteilen Doubravice (Doubrawitz), Mitrovice (Mitrowitz) und Moravičany (Morawitschan) sowie der Ortslage Tkanovice (Tkanowitz) und dem Forsthaus U Josefka.

## Sehenswürdigkeiten
- Kirche St. Georg, erbaut am Ende des 15. Jahrhunderts. Ihre heutige Gestalt erhielt sie bei Umbauten in den Jahren 1615 und 1753. Die Fresken schuf der Maler G. K. Handke.
- Pfarrhaus, erbaut um 1600 als Renaissancebau
- Schule, seit 1679 nachweisbar
- Begräbniskapelle auf dem Friedhof, klassizistischer Bau aus der Mitte des 19. Jahrhunderts
- Naturreservat Moravičanské jezero, die beiden Baggerseen in den Marchauen nördlich des Dorfes sind ein Brutgebiet von Wasservögeln. Sie wurde deshalb 1994 auf 92,16 ha unter Schutz gestellt.
- prähistorische Grabstätte am Velký Bradlec, die Gruppe von 15 Grabhügeln stammt aus der Zeit zwischen 1500 und 1300 v. Chr. und wird der Lausitzer Kultur zugerechnet.
- slawische Burgstätte auf dem Hradisko
- Kapelle des hl. Florian, am Dorfanger
- Sühnekreuz an der Kapelle des hl. Florian, aus dem 16. Jahrhundert
- Barocke Statuengruppe der Jungfrau Maria, des hl. Florian und des hl. Johannes von Nepomuk, vor der Brücke, geschaffen 1703
- Kapelle in Tkanovice
- Kapelle in Mitrovice
- Kapelle in Doubravice

### Ehemalige Eisenbrücke

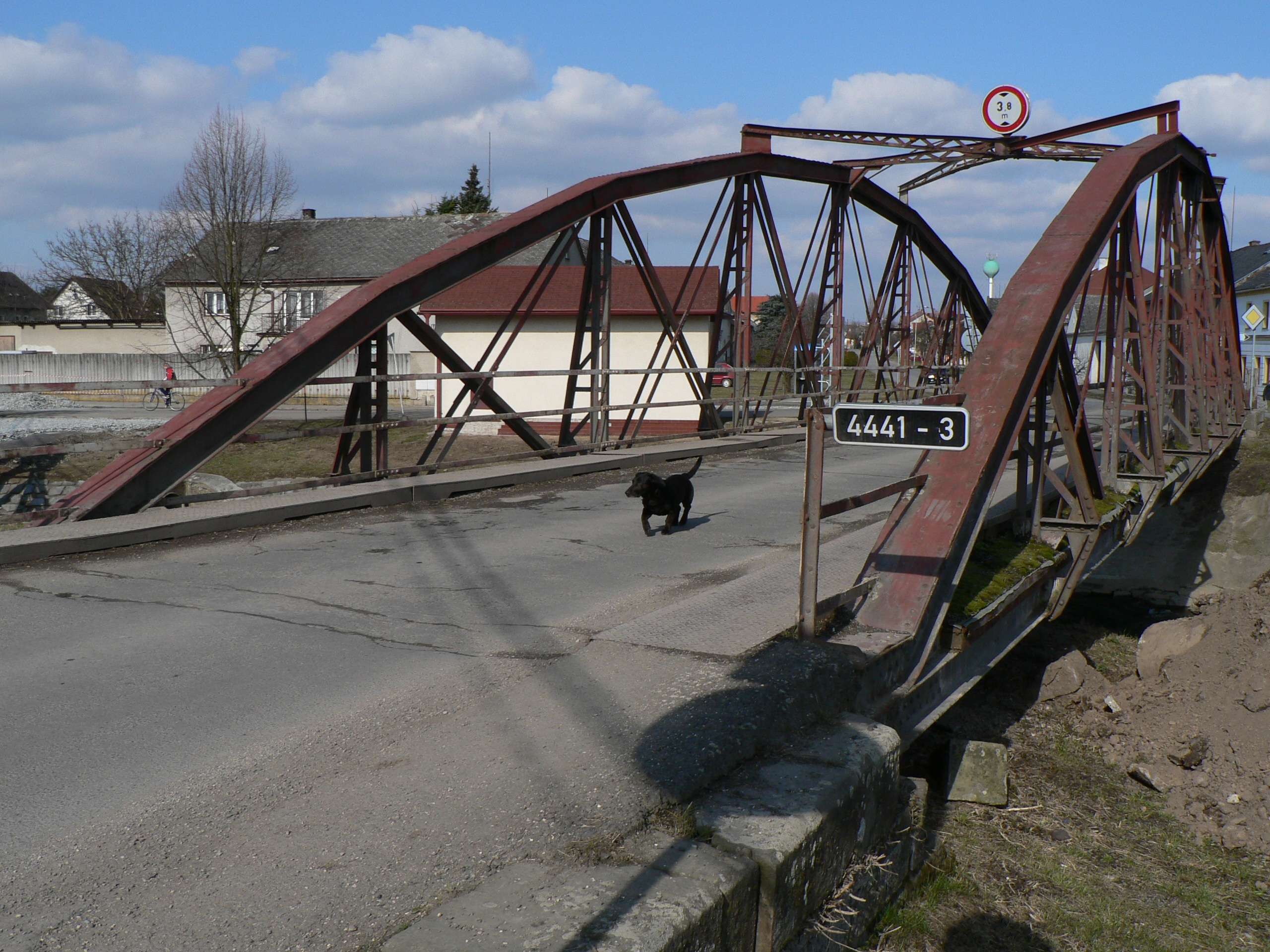
Eisenbrücke über die Třebůvka, am 21. März 2009 kurz vor ihrem Abriss

Die 30,6 m lange eiserne Brücke über die Třebůvka, die 1888 in den Eisenwerken der Gebr. Klein in Zöptau gefertigt wurde, war die älteste eiserne Straßenbrücke im Okres Šumperk. 1985 wurde die ursprüngliche Fahrbahn durch eine Eisenbetondecke ersetzt. Der schlechte Zustand des Bauwerkes, insbesondere die nicht mehr gesicherte Statik, führten am 9. April 2009 zum Abriss der Brücke und Ersatz durch einen Neubau.

## Söhne und Töchter der Gemeinde
- Karl Markl (1827–1898), österreichischer Offizier und Militäringenieur
- Karel Jílek (1896–1983), Maler